# Фрау Мюллер не налаштована платити більше
«Фрау Мюллер не налаштована платити більше» — роман української письменниці Наталки Сняданко; що вийшов у видавництві «Книжковий клуб «Клуб сімейного дозвілля»». Сама авторка визначила жанр твору як психологічний роман.
Роман потрапив до «довгого списку» премії «Книга року ВВС-2013».

## Анотація
| Коротке повідомлення кримінальної хроніки в ранковій газеті може стати саме тим поштовхом, який спонукає людину по-новому глянути на своє життя. Христина і Соломія разом вирушали до Берліна на пошуки щастя. Тіло однієї з них тепер лежить на бруківці, обведене крейдою. Але що підштовхнуло молоду жінку на цей крок? Можливо, нерозділене почуття до своєї подруги? |
|                     | Це книга про досвід, причому досвід неочевидний. Сюжетно вона про заробітчанок, але мені хотілося показати, що заробітчанство – це не завжди велика сентиментальна драма, не тільки трагедія загальнонаціонального масштабу. Це іще може бути приватний, суб’єктивний і досить цікавий, корисний досвід - суто людський, суто емоційний |
| — Наталка Сняданко, | |

## Огляди
Ірина Славінська на сайті «Українська правда. Життя» написала: «„Фрау Мюллер не налаштована платити більше“ — це дивовижний роман, де гармонійно співіснують експерименти стилістичні та змістові. Крім того, його не можна не прочитати, з огляду на актуалізацію низки нових у нашій літературі тем. І ще — це якісно новий спосіб говоріння про заробітчан з України. Поза мелодрамою.».
Ніна Кур'ята на BBC Україна написала: «Наталка Сняданко провела дуже копітку і об'ємну роботу, звівши під однією обкладинкою стільки історій, розказаних стількома різними діалектами і про такі різні часові періоди».

## Видання
- 2013 рік — видавництво «Книжковий клуб „Клуб сімейного дозвілля“».